# Elisabeth Hilmo
Elisabeth Hilmoi (Trondheim, 29 de novembro de 1976) é uma ex-handebolista profissional norueguesa, medalhista olímpica.
Elisabeth Hilmo fez parte da geração medalha de bronze em Sydney 2000.